# Unabhängigkeitsreferendum im Südsudan 2011

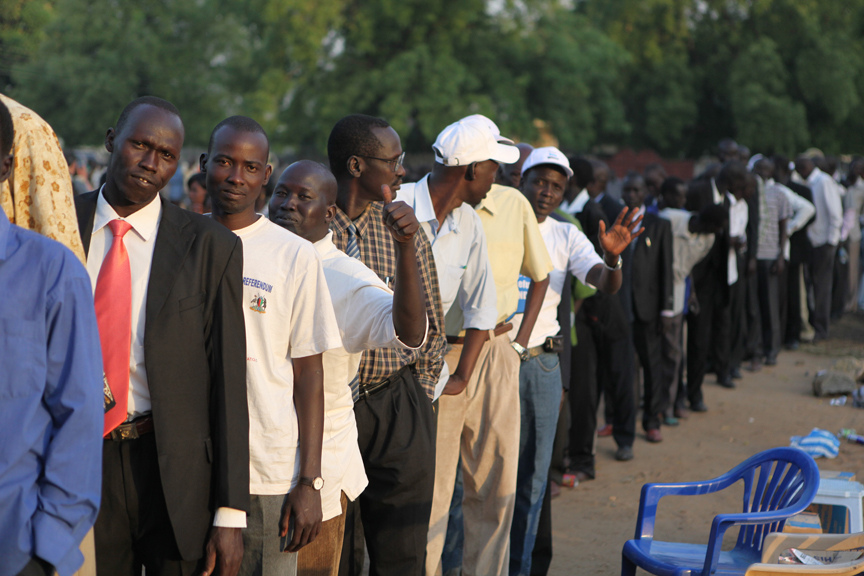
Warteschlange vor einem Wahllokal in Juba, 9. Januar 2011

Im Unabhängigkeitsreferendum im Südsudan 2011, das vom 9. bis zum 15. Januar 2011 stattfand, entschied die Bevölkerung des Südsudans darüber, ob das Gebiet Teil des Sudans bleiben oder als eigener Staat unabhängig werden würde.
Dem amtlichen Endergebnis zufolge sprachen sich rund 99 % der Wähler für die Unabhängigkeit aus. 3,8 Millionen Wähler stimmten für einen unabhängigen Staat, nur knapp 45.000 sprachen sich für den Verbleib beim Sudan aus. Infolgedessen wurde der Südsudan am 9. Juli 2011 unabhängig.

## Hintergrund

unstrittig zum Südsudan gehörendes Gebiet
unstrittig zum Nordsudan gehörendes Gebiet
strittige Region Abyei
Nuba-Berge und an-Nil al-azraq
Konfliktregion Darfur
Konfliktregion im Ostsudan

Das Referendum geht auf den Friedensvertrag von 2005 zurück, der den Sezessionskrieg im Südsudan beendete. Davor hatten Rebellen im Südsudan 1956–1972 und erneut ab 1983 für eine größere Autonomie oder Unabhängigkeit gekämpft, wogegen die Zentralregierung unter Einsatz der Armee und paramilitärischer Milizen vorging. Gründe für den Konflikt waren die historischen Beziehungen zwischen Süd- und Nordsudan, wirtschaftliche Interessen an den natürlichen Ressourcen des Südens, ethnische und religiöse Disparitäten und die mangelnde politische Teilhabe des Südsudans sowohl in der eigenen Region als auch im Gesamtstaat.
Gemäß dem Friedensabkommen, das die Regierung und die SPLA-Rebellen 2005 schlossen, wurde der Südsudan zur autonomen Region innerhalb des Sudan, und für Anfang 2011 wurde ein Referendum angesetzt, in dem sich die südsudanesische Bevölkerung zwischen Unabhängigkeit und Verbleib im Sudan entscheiden sollte.
Parallel dazu war ein eigenes Referendum für das umstrittene Gebiet Abyei geplant, welches entscheiden sollte, ob dieses Gebiet künftig zum Norden oder zum Süden gehören soll. Dieses Referendum wurde jedoch bis auf Weiteres abgesagt, da sich Norden und Süden nicht darauf einigen konnten, wer wahlberechtigt sein würde. Für die Nubaberge und Teile von an-Nil al-azraq – die im Nordsudan liegen, wo sich aber Teile der Bevölkerung auf Seiten des Südens am Krieg beteiligt hatten – sind Volksbefragungen (Popular Consultations) vorgesehen, was allerdings nur vage definiert ist.

### Vorbereitungen
Der sudanesische Präsident Omar al-Baschir betonte im April 2010, er werde das Ergebnis des Referendums anerkennen. Dies wurde jedoch wegen der großen wirtschaftlichen Bedeutung der Erdölvorräte im Südsudan bezweifelt.
Im Oktober 2010 wurde bekannt, dass die Vorbereitungen für das Referendum um Wochen hinter dem Zeitplan lagen. Der Vorsitzende der Wahlkommission, Mohammed Ibrahim Khalil, gab bekannt, dass die Registrierung der Wähler erst im November stattfinden könne.
Mitte November 2010 begann in den 2600 Stationen die Registrierung für die Wahl, die bis zum 1. Dezember dauerte. Die Partei von Omar al-Baschir, die Nationale Kongresspartei (NCP), warf der früheren Rebellenbewegung SPLM vor, die Registrierung in der Hauptstadt Khartum zu behindern. Die SPLM befürchtete ihrerseits, dass die NCP dort Nordsudanesen auf die Liste setzen würde, die dann durch einen Wahlboykott die Wahlbeteiligung unter den erforderlichen Wert von 60 Prozent drücken sollen.
Wegen des Bürgerkriegs waren seit den 1980er Jahren zahlreiche Südsudanesen in den Norden geflohen. Mitte 2010 lebten etwa 2,5 Millionen Flüchtlinge im Großraum Khartum. Über eine Million von ihnen kehrte Ende 2010 in ihre Heimat zurück, um am Referendum teilzunehmen. Im Falle der Unabhängigkeit erhofften sie sich dort größere Sicherheit und bessere Lebensbedingungen. Die Stimmabgabe war zwar auch im Norden möglich, jedoch befürchteten die meisten Südsudanesen Wahlfälschungen und spätere Übergriffe vonseiten des sudanesischen Regimes. Unter anderem hatte ein Minister im Falle der Unabhängigkeit mit Racheakten gedroht. Die Wahlbüros in Khartum blieben bei der Registrierung daher weitgehend leer, was gleichermaßen für das Referendum am 9. Januar 2011 erwartet wurde, jedoch ausblieb.
Am Ende der Wählerregistrierung hatten sich etwa vier Millionen Personen im Südsudan erfassen lassen sowie einige weitere zehntausend Südsudanesen im Nordsudan sowie Exil-Sudanesen in den afrikanischen Nachbarstaaten, in Nordamerika und Europa.

Symbole auf den Wahlzetteln

Da die Mehrheit der Südsudanesen Analphabeten sind, war die Gestaltung der Wahlzettel Gegenstand von Diskussionen. Man einigte sich schließlich auf eine winkende Hand als Symbol für „Unabhängigkeit“ und zwei treue Hände als Symbol für „Einheit“. Die Wählenden würden die Zettel per Fingerabdruck ausfüllen. Das Bild der winkenden Hand wurde mit Plakaten, Aufklebern, T-Shirts etc. bekannt gemacht.

### Internationale Wahlbeobachtung
Es bestanden Befürchtungen, dass es nach dem Referendum zu einem erneuten Krieg zwischen Norden und Süden kommen könnte. Beide Seiten hatten im Vorfeld massiv aufgerüstet. In den Vorjahren hatte die SPLM dem Norden vorgeworfen, er rüste heimlich Stammesmilizen auf, um den Süden zu destabilisieren.
Das Referendum wurde von rund 3.000 ausländischen Wahlbeobachtern überwacht, darunter mehr als 100 EU-Wahlbeobachter, Vertreter des Sicherheitsrats der Vereinten Nationen sowie Beobachter der Afrikanischen Union, verschiedener Kirchen und lokaler Nichtregierungsorganisationen.
Die Organisation Not on Our Watch organisierte in Zusammenarbeit mit Google, den Vereinten Nationen und verschiedenen Anti-Genozid-Organisationen unter dem Namen Satellite Sentinel eine durchgehende Überwachung des Gebietes mit hoch auflösenden Echtzeitsatellitenbildern. Im Fokus befanden sich Truppenbewegungen und Veränderungen unter der Zivilbevölkerung.

## Durchführung
Das Referendum startete plangemäß und alle Wahllokale öffneten pünktlich. Die Verantwortung trug die nationale Referendumskommission in Khartum. 60.000 Polizisten beschützten die Urnen und die Wahllokale.
Beobachter lobten den überwiegend friedlich verlaufenden Wahlprozess und berichteten von einer hohen Wahlbeteiligung. Nur wenige gewaltsame Zwischenfälle wurden registriert. So wurden am 9. Januar 2011 in Abyei bei zwei Angriffen mit Panzerabwehrwaffen und Artillerie 20 südsudanesische Polizisten getötet und 30 verletzt. Die südsudanesische Regierung bezichtigte arabische Stammesangehörige und die nordsudanesischen Streitkräfte, den Angriff durchgeführt zu haben. Ansonsten soll das Referendum friedlich begonnen haben.

## Ergebnisse
Am 12. Januar 2011 gab die SPLM bekannt, dass das nötige Quorum von 60 Prozent erreicht worden sei. Bereits die ersten Zwischenergebnisse wiesen auf eine Zustimmung von rund 99 Prozent für die Unabhängigkeit hin. Am 25. Januar äußerte sich der sudanesische Präsident Omar Hassan al-Baschir erstmals öffentlich zu den Ergebnissen und erkannte an, dass der Süden für die Unabhängigkeit gestimmt habe.
Das am 30. Januar 2011 veröffentlichte vorläufige amtliche Ergebnis bestätigte die Zwischenergebnisse. Demnach sprachen sich 3,8 Millionen Wähler (98,8 Prozent) für die Unabhängigkeit aus. Nur knapp 45.000 Südsudanesen stimmten für die Einheit, vor allem im Nordsudan, wo der Anteil der Stimmen für die Unabhängigkeit mit 58 % deutlich am tiefsten war. Die einzige Region, in der sich eine Mehrheit der Abstimmenden gegen die Unabhängigkeit aussprach, war Süd-Darfur, wo allerdings nur etwa 9.000 Personen abstimmten. Auch die Südsudanesen im Ausland, die vor allem in den Nachbarstaaten Kenia, Uganda, Äthiopien und Ägypten ihr Wahlrecht ausübten, stimmten mit großer Mehrheit für die Unabhängigkeit.
In der ersten offiziellen Reaktion aus Khartum nach der Bekanntgabe des vorläufigen Endergebnis sagte Vizepräsident Ali Osman Taha am 31. Januar 2011, dass die Regierung des Sudan mit dem Ausgang der Volksabstimmung einverstanden sei. Der Vizepräsident versprach, gute Beziehungen zu dem neuen Staat anzustreben. Am 9. Juli 2011 wurde der 193. Staat der Welt offiziell gegründet.
Das amtliche Endergebnis wurde am Abend des 7. Februar 2011 in Juba bekanntgegeben. Die sudanesische Regierung unter al-Baschir hatte kurz zuvor mitgeteilt, dass sie die Unabhängigkeit des Südsudans anerkennen wird. Am 9. Juli 2011 wurde der Südsudan unabhängig.
| Region/Bundesstaat                              | abgegebene Stimmen | für die Unabhängigkeit | gegen die Unabhängigkeit | Ungültige Stimmen | leere Stimmzettel | für die Unabhängigkeit in Prozent | gegen die Unabhängigkeit in Prozent |
| ----------------------------------------------- | ------------------ | ---------------------- | ------------------------ | ----------------- | ----------------- | --------------------------------- | ----------------------------------- |
| Central Equatoria (Zentral-Äquatoria)           | 457.439            | 449.311                | 4.985                    | 1.523             | 1.620             | 98,90 %                           | 1,1 %                               |
| Eastern Equatoria (Ost-Äquatoria)               | 463.706            | 462.663                | 246                      | 70                | 727               | 99,95 %                           | 0,05 %                              |
| Jonglei                                         | 430.056            | 429.583                | 111                      | 124               | 238               | 99,97 %                           | 0,03 %                              |
| Lakes (Seen)                                    | 299.040            | 298.214                | 227                      | 149               | 450               | 99,92 %                           | 0,08 %                              |
| Northern Bahr el Ghazal (Gazellen-Fluss (Nord)) | 382.049            | 381.141                | 234                      | 148               | 526               | 99,94 %                           | 0,06 %                              |
| Unity (Einheit)                                 | 498.231            | 497.477                | 190                      | 166               | 498               | 99,98 %                           | 0,02 %                              |
| Upper Nile (Obernil)                            | 347.390            | 344.671                | 1.815                    | 381               | 523               | 99,48 %                           | 0,52 %                              |
| Warrap                                          | 469.648            | 468.929                | 167                      | 120               | 432               | 99,96 %                           | 0,04 %                              |
| Western Bahr el Ghazal (Gazellen-Fluss (West))  | 162.594            | 153.839                | 7.237                    | 728               | 790               | 95,51 %                           | 4,49 %                              |
| Western Equatoria (West-Äquatoria)              | 214.041            | 211.639                | 1.017                    | 382               | 1.003             | 99,52 %                           | 0,48 %                              |
| Südsudanesen im Nordsudan                       | 69.597             | 38.003                 | 27.918                   | 2.230             | 1.446             | 57,65 %                           | 42,35 %                             |
| Südsudanesen im Ausland                         | 58.203             | 57.048                 | 841                      | 201               | 113               | 98,55 %                           | 1,45 %                              |
| Gesamt                                          | 3.851.994          | 3.792.518              | 44.888                   | 8.366             | 6.222             | 98,83 %                           | 1,17 %                              |